# Baiyin
Baiyin (白银) è una città della provincia cinese di Gansu di circa 300.000 abitanti, sede della omonima prefettura di Baiyin.
La città si trova nella parte più orientale della provincia.
Baiyin è una città tranquilla, si trova nella valle del Fiume Giallo e gioca un ruolo importante nell'industria del carbone e dei metalli non ferrosi. Ad esempio la “Baiyin Nonferrous Metals”, la più importante industria della città produce ogni anno circa 310.000 tonnellate di rame, alluminio, zinco e cavi di acciaio

## Amministrazione
Baiyin amministra due distretti urbani e tre contee:
- Distretto di Baiyin
- Distretto di Pingchuan
- Contea di Jingyuan
- Contea di Huining
- Contea di Jingtai